# کارل شورلمر
کارل شورلمر (آلمانی: Carl Schorlemmer؛ ۳۰ سپتامبر ۱۸۳۴ – ۲۷ ژوئن ۱۸۹۲) یک شیمی‌دان اهل آلمان بود.